# 奧特拉德諾耶 (基洛夫斯克區)
59°46′N 30°47′E / 59.767°N 30.783°E
奧特拉德諾耶 （俄语：Отра́дное）是俄羅斯列寧格勒州的一個城市，位於聖彼得堡東南40公里的托斯諾河注入涅瓦河之處。2002年人口為21,570人。
1970年由原奧特拉德諾耶和伊萬諾夫斯科耶合併而成。